# Hemiramphus balao
La agujeta balajú, agujeta balao, escribano balao o balao es la especie Hemiramphus balao, un pez marino de la familia hemirránfidos, distribuido por el océano Atlántico, por la costa oeste desde Nueva York hasta Brasil, incluidos el golfo de México y mar Caribe, así como por su costa este desde las islas Canarias hasta Angola.

## Importancia para el hombre
Es pescado y comercializado en fresco en los mercados para alimentación humana, donde aparece con normalidad pero con una importancia escasa y precio medio. Utilizado principalmente en algunos sitios como carnada para pesca deportiva.

## Anatomía
Con el cuerpo largo y delgado de la familia, mandíbula inferior más larga que la superior; se ha descrito una captura de 40 cm, pero lo normal es una longitud de 35 cm. No tienen espinas en las aletas, cuerpo de color gris azulado, aletas pectorales más largas que la distancia desde el origen de las aletas hasta las aberturas nasales.

## Hábitat y biología
Habitan aguas marinas y salobres subtropicales, asociado a arrecifes superficiales de pocos metros de profundidad, donde forma cardúmenes de tamaño considerable, pescados con facilidad con redes de superficie.
Se alimenta de pequeños peces y plancton, filtrando el agua superficial.